# Hoplostethus fragilis
Hoplostethus fragilis är en fiskart som först beskrevs av De Buen, 1959.  Hoplostethus fragilis ingår i släktet Hoplostethus och familjen Trachichthyidae. Inga underarter finns listade i Catalogue of Life.